# 禾灘鎮
禾灘鎮（かだんちん）は中華人民共和国湖南省懐化市新晃トン族自治県の鎮。

## 行政区画
- 閃渓村
- 禾岑村
- 竜洞村
- 大田村
- 青山村
- 岑貢村
- 洛渓村
- 世渓村
- 進蚕村
- 禾灘村
- 文祥村
- 岑芒村

## 歴史
2015年10月、洞坪郷の洞坪村・大坪村・姑召村・大坪坡村・楊柳沖村などと李樹郷の三江村・岑朗村・歳渓村・竜興村などの村は禾灘郷に合併されている。

## 地理
禾灘鎮は新晃トン族自治県中部に位置し、北は晃州鎮・波洲鎮と、東は歩頭降ミャオ族郷と、西北は魚市鎮と、南は中寨鎮・扶羅鎮とそれぞれ接している。
- 河川：扶羅河
- 山：滾馬坡（916.7メートル）

## 交通

### 道路
- 省道S232